# Silk Willoughby
Silk Willoughby est une paroisse civile et un village du Lincolnshire, en Angleterre.

## Géographie
Leasingham se trouve dans le district du North Kesteven, à 3 km au sud de Sleaford, chef lieu du district, et à 1 km au sud de Quarrington. Ce district se trouve dans la région historique des Parts of Kesteven, une des trois Parts of Lincolnshire.

## Transports
Le village se trouve à moins d'1 km de la route A15, qui relie Peterborough à Scawby en passant par Lincoln. Le village marque le début du Sleaford Bypass, un contournement de la ville de Sleaford par l'ouest construit dans les années 1990, qui relie Silk Willoughby au village de Holdingham (en), dans la paroisse de Sleaford.

## Démographie
Au recensement de 2021, la population de la paroisse civile était de 307 habitants ; elle est donc stable depuis le recensement de 2011, où elle était de 299 habitants.

## Culture locale
En 2007 puis en 2012, le village de Silk WIlloughby a obtenu la récompense du village le mieux conservé (en anglais : best kept village), décernée par l'organisme caritatif Campaign to Protect Rural England (en).

## Monuments
L'église paroissiale de Saint Denys ou Saint Denis se trouve dans le village ; elle est datée du XIIe siècle et restaurée en 1907 et 1908. C'est un monument classé de grade I,, elle est de style gothique décoratif et se situe probablement sur le site d'une église plus ancienne qui est référencée dans le Domesday Book.
Le village comprends également plusieurs bâtiments classés de grade II, comme l'ancien presbytère et ses écuries datant du XVIIe siècle,,, un complexe fermier du XVIe siècle, et plusieurs habitations des XVIIe et XVIIIe siècles.